# Paris Las Vegas
Paris Las Vegas er et hotel og casino på Las Vegas Strip i Las Vegas i Nevada. Det er ejet af Caesars Entertainment Corporation.
Hotellets og casinoets tema er Paris i Frankrig; komplekset omfatter en 164 m høj kopi af Eiffeltårnet.
36°06′44″N 115°10′14″V / 36.112223°N 115.170672°V